# Cecidomyia atriplicis
Cecidomyia atriplicis är en tvåvingeart som först beskrevs av Townsend 1893.  Cecidomyia atriplicis ingår i släktet Cecidomyia och familjen gallmyggor. Inga underarter finns listade i Catalogue of Life.